# Élections législatives de 1906 dans la Côte-d'Or
Les élections législatives en Côte-d'Or, ont lieu les dimanches 6 mai 1906 et 20 mai 1906.
Elles ont pour but d'élire les 6 députés représentant le département à la Chambre des députés pour un mandat de quatre années.

## Mode de scrutin
L'élection se fait au scrutin d'arrondissement, soit un mode uninominal majoritaire à deux tours.
La circonscription pour l'élection est l'arrondissement.
Le scrutin est individuel, chaque arrondissement élisant un député.
Les arrondissements qui ont plus de cent mille habitants sont divisés. Dans ce cas on élit un député par circonscription électorale.
L'article 18 précise qu'il faut réunir pour être élu au premier tour :
1. La majorité absolue des suffrages exprimés ;
2. Un nombre de suffrages égal au quart des électeurs inscrits.

Au deuxième tour la majorité relative suffit. En cas d'égalité c'est le plus âgé qui est élu.

## Résultats par arrondissement

### Arrondissement de Beaune

#### 1recirconscription
- Elle regroupe les cantons de l'est de l'arrondissement, soit ceux de Beaune-Nord, Beaune-Sud, Nuits-Saint-Georges, Seurre et de Saint-Jean-de-Losne, au sud du département.

|                | Étienne Camuzet * | Soc ind-SFIO   | 10 273 | 64,87  |  |  |
|                | Bichot            | Nationaliste   | 4 016  | 25,36  |  |  |
|                | Tournier          | Rad ind        | 1 535  | 9,69   |  |  |
|                | Roger             |                | 13     | 0,08   |  |  |
|                |                   |                |        |        |  |  |
| Inscrits       | Inscrits          | Inscrits       | 19 753 | 100,00 |  |  |
| Votants        | Votants           | Votants        | 15 949 | 80,74  |  |  |
| Blancs et nuls | Blancs et nuls    | Blancs et nuls | 112    | 0,70   |  |  |
| Exprimés       | Exprimés          | Exprimés       | 15 837 | 99,30  |  |  |

*sortant

#### 2ecirconscription
- Elle regroupe les cantons de l'ouest de l'arrondissement, soit ceux de Liernais, Pouilly-en-Auxois, Arnay-le-Duc, Bligny-sur-Ouche et de Nolay, au sud-ouest du département.

|                | François Carnot *     | Rép G          | 6 090  | 51,39  |  |  |
|                | Jean-Baptiste Guéneau | Rad ind        | 5 749  | 48,52  |  |  |
|                | Chauvenet             |                | 11     | 0,09   |  |  |
|                |                       |                |        |        |  |  |
| Inscrits       | Inscrits              | Inscrits       | 14 215 | 100,00 |  |  |
| Votants        | Votants               | Votants        | 11 932 | 83,94  |  |  |
| Blancs et nuls | Blancs et nuls        | Blancs et nuls | 89     | 0,75   |  |  |
| Exprimés       | Exprimés              | Exprimés       | 11 850 | 99,25  |  |  |

*sortant

### Arrondissement de Châtillon-sur-Seine
- Elle regroupe tous les cantons de l'arrondissement, au nord de la Côte-d'Or.

|                | Henri Tenting * | Rad ind        | 6 101  | 59,18  |  |  |
|                | Maître          | Libéral        | 4 200  | 40,74  |  |  |
|                |                 |                |        |        |  |  |
| Inscrits       | Inscrits        | Inscrits       | 12 247 | 100,00 |  |  |
| Votants        | Votants         | Votants        | 10 394 | 84,87  |  |  |
| Blancs et nuls | Blancs et nuls  | Blancs et nuls | 85     | 0,82   |  |  |
| Exprimés       | Exprimés        | Exprimés       | 10 309 | 99,18  |  |  |

*sortant

### Arrondissement de Dijon

#### 1recirconscription
- Elle regroupe les cantons urbains de l'arrondissement, soit ceux de Dijon-Nord, Dijon-Ouest, Dijon-Est et de Gevrey-Chambertin, au centre du département.

| Candidats      | Candidats                    | Étiquette      | Premier tour | Premier tour | Ballottage | Ballottage |
| Candidats      | Candidats                    | Étiquette      | Voix         | %            | Voix       | %          |
| -------------- | ---------------------------- | -------------- | ------------ | ------------ | ---------- | ---------- |
|                | Jean-Baptiste Bouhey-Allex * | SFIO           | 6 602        | 34,74        | 8 301      | 43,56      |
|                | Ernest Messner               | Rad ind        | 6 544        | 34,44        | 10 592     | 55,58      |
|                | Sébastien Terrillon          | Nationaliste   | 5 856        | 30,82        | 74         | 0,39       |
|                | Cosquer                      |                | -            | -            | 54         | 0,28       |
|                | Petit                        |                | -            | -            | 17         | 0,09       |
|                |                              |                |              |              |            |            |
| Inscrits       | Inscrits                     | Inscrits       | 26 783       | 100,00       | 8 468      | 100,00     |
| Votants        | Votants                      | Votants        |              |              | 19 251     | 71,88      |
| Blancs et nuls | Blancs et nuls               | Blancs et nuls |              |              | 194        | 1,01       |
| Exprimés       | Exprimés                     | Exprimés       | 19 002       |              | 19 057     | 98,99      |

*sortant

#### 2ecirconscription
- Elle regroupe les cantons ruraux de l'arrondissement, soit ceux de Sombernon, Saint-Seine-l'Abbaye, Grancey, Is-sur-Tille, Selongey, Fontaine-Française, Mirebeau, Pontailler, Auxonne et de Genlis, au centre-est du département.

|                | Alfred Muteau * | Rép G          | 11 093 | 64,13  |  |  |
|                | Louis Hébert    | Libéral        | 6 205  | 35,87  |  |  |
|                |                 |                |        |        |  |  |
| Inscrits       | Inscrits        | Inscrits       | 20 660 | 100,00 |  |  |
| Votants        | Votants         | Votants        | 17 486 | 84,74  |  |  |
| Blancs et nuls | Blancs et nuls  | Blancs et nuls | 188    | 1,08   |  |  |
| Exprimés       | Exprimés        | Exprimés       | 17 298 | 98,92  |  |  |

*sortant

### Arrondissement de Semur-en-Auxois
- Elle regroupe tous les cantons de l'arrondissement, à l'ouest de la Côte-d'Or.

| Candidats      | Candidats         | Étiquette      | Premier tour | Premier tour |
| Candidats      | Candidats         | Étiquette      | Voix         | %            |
| -------------- | ----------------- | -------------- | ------------ | ------------ |
|                | Ernest Debussy *  | Rad ind        | 9 699        | 70,62        |
|                | Maurice Courcelle | Libéral        | 4 027        | 29,32        |
|                | Geneste           |                | 11           | 0,08         |
|                |                   |                |              |              |
| Inscrits       | Inscrits          | Inscrits       | 17 810       | 100,00       |
| Votants        | Votants           | Votants        | 14 049       | 78,88        |
| Blancs et nuls | Blancs et nuls    | Blancs et nuls | 314          | 2,24         |
| Exprimés       | Exprimés          | Exprimés       | 13 735       | 97,76        |

*sortant